# 공주 마곡사 명부전
공주 마곡사 명부전(公州 麻谷寺 冥府殿)은 대한민국 충청남도 공주시 사곡면, 마곡사에 있는 일제강점기의 건축물이다. 1984년 5월 17일 충청남도의 문화재자료 제64호로 지정되었다.

## 개요
마곡사는 백제 무왕 41년 (640)에 자장율사가 세웠다고 전한다. 절 경내에는 국사당을 비롯하여 대웅전, 영산전, 대광보전, 홍성루 등 많은 건물이 남아 있다.
국사당은 절을 세운 이나, 훌륭한 스님들의 영정을 모신 곳으로, 승려들에게 국사 (國師)라는 최고의 승려가 되기까지 많은 수행과 노력이 필요하다는 것을 일깨워주기 위해 세운 것이다. 조사전·조사당·국사전이라고도 한다.

## 현지 안내문
이 건물은 지장보살과 염라대왕을 비롯한 시왕을 모신 곳으로 1939년에 건립되었다. 지장보살은 불교에서 구원의 상징으로, 모든 인간을 교화시켜 성불하도록 인도하는 역할을 맡은 보살이다. 시왕은 인간이 죽은 후에 지옥에서 죄가 크고 작음을 가리는 10명의 왕으로 염라대왕은 그 중의 다섯 번째 왕이다.

## 같이 보기
- 마곡사

## 참고 자료
- 마곡사명부전 - 국가유산청 국가유산포털